# Каменець-Зомбковицький (гміна)
Гміна Каменець-Зомбковицький (пол. Gmina Kamieniec Ząbkowicki) — місько-сільська гміна у південно-західній Польщі. Належить до Зомбковицького повіту Нижньосілезького воєводства.
Станом на 31 грудня 2011 у гміні проживало 8541 особа.
Статус з сільської на місько-сільську змінено 1 січня 2021 року.

## Площа
Згідно з даними за 2007 рік площа гміни становила 96.24 км², у тому числі:
- орні землі: 74.00%
- ліси: 6.00%

Таким чином, площа гміни становить 12.00% площі повіту.

## Населення
Станом на 31 грудня 2011:
| Опис     | Загалом | Загалом | Чоловіки | Чоловіки | Жінки | Жінки |
| -------- | ------- | ------- | -------- | -------- | ----- | ----- |
| одиниця  | осіб    | %       | осіб     | %        | осіб  | %     |
| все      | 8541    | 100     | 4208     | 49.27    | 4333  | 50.73 |
| міське   | 0       | 100     | 0        |          | 0     |       |
| сільське | 8541    | 100     | 4208     | 49.27    | 4333  | 50.73 |

## Сусідні гміни
Гміна Каменець-Зомбковицький межує з такими гмінами: Бардо, Пачкув, Зомбковіце-Шльонське, Зембіце, Злоти Сток.